# Singara ochreostrigata
Singara ochreostrigata là một loài bướm đêm trong họ Noctuidae.